# تلمبة سرهنغ جعفر بور (هشيوار)
تلمبة سرهنغ جعفر بور (بالإنجليزية: Tolombeh-ye Sarhang Jafarpur)‏ هي منطقة سكنية تقع في إيران في فارس.